# اوزلم

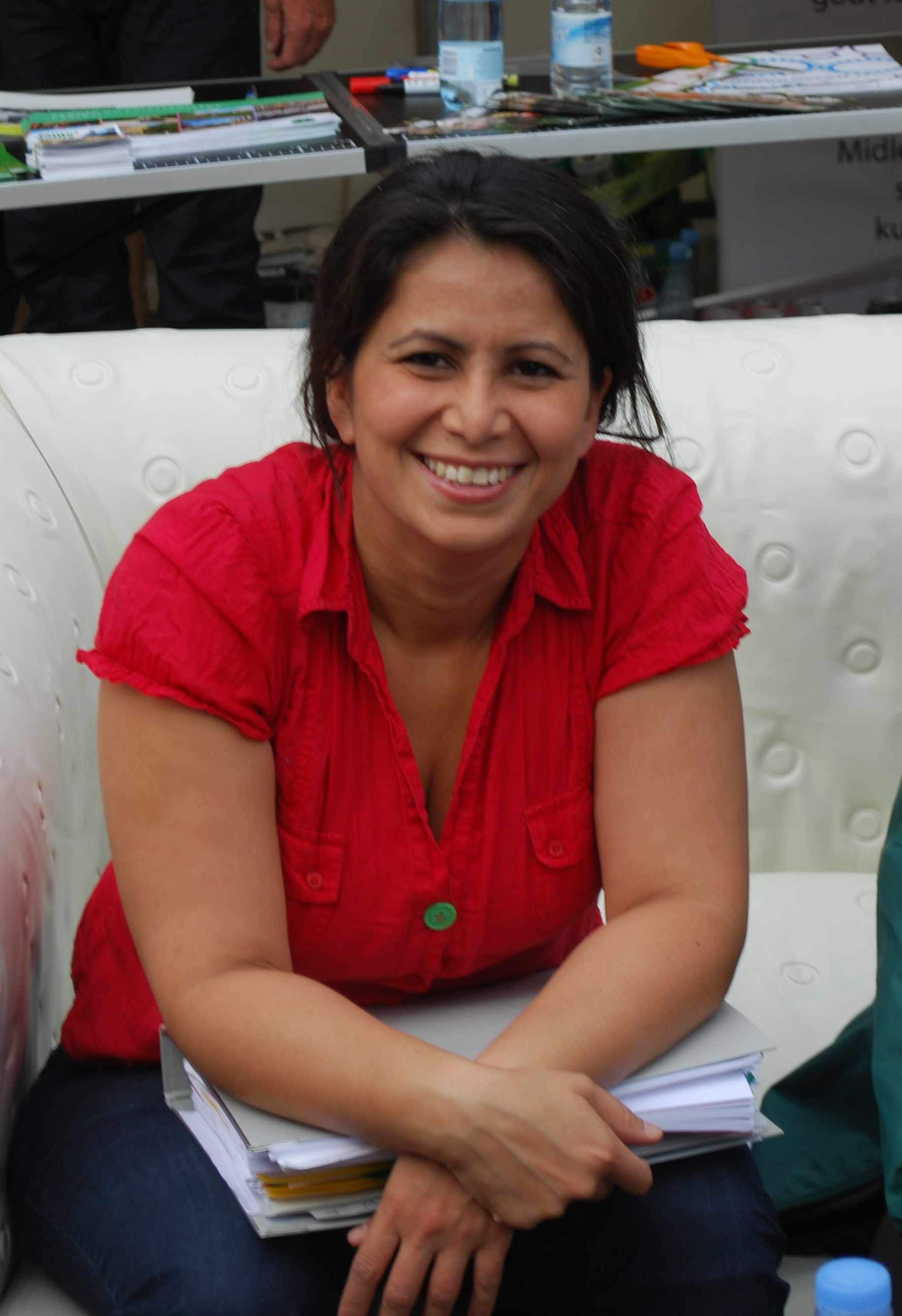
اوزلم سارا چکیک در روزهای فرهنگی والبی 2011

اوزلم (انگلیسی: Özlem) یک نام کوچک زنانهٔ ترکی است. افراد سرشناس با این نام از این قرارند:
- اوزلم تکین (زادهٔ ۱۹۷۱)، خواننده، مجری تلویزیونی و بازیگر ترکیه‌ای
- اوزلم دمیرل (زادهٔ ۱۹۸۴)، سیاستمدار ترکیه‌ای-آلمانی کردتبار